# Amomum roseisquamosum
Amomum roseisquamosum är en enhjärtbladig växtart som beskrevs av Hidetoshi Nagamasu och S.Sakai. Amomum roseisquamosum ingår i släktet Amomum och familjen Zingiberaceae. Inga underarter finns listade i Catalogue of Life.